# Štefan Moyzes
Štefan Moyzes (również: Moyses; ur. 24 października 1797 r. w Veselém – zm. 5 lipca 1869 r. w Żarze nad Hronem) – słowacki duchowny katolicki, szósty biskup ordynariusz bańskobystrzycki od 1851 roku; doktor nauk filozoficznych, pedagog, jeden z najwybitniejszych słowackich działaczy narodowych, współzałożyciel i pierwszy prezes Macierzy Słowackiej.

## Życiorys

### Działalność duszpastersko-naukowa
Urodził się w 1797 r. we wsi Veselé niedaleko Pieszczan. W latach 1815–1819 studiował teologię i filozofię w Peszcie. W 1821 r. otrzymał święcenia kapłańskie. Następnie pracował w parafiach na terenie archidiecezji ostrzyhomskiej. W 1828 r. otrzymał stopień naukowy doktora w zakresie filozofii. W tym czasie poznał m.in. słowackich pisarzy Jána Kollára i Martina Hamuljaka.
Następnie został przeniesiony do placówek duszpasterskich na terenie Chorwacji. Tam w styczniu 1830 r. objął profesurę na Akademii Zagrzebskiej, gdzie wykładał logikę, metafizykę, filozofię i etykę. W 1847 r. został mianowany kanonikiem zagrzebskim oraz znalazł się w składzie Sejmu Królestwa Węgierskiego. Należał do zwolenników Ľudovíta Štúra oraz opowiadał się za wprowadzeniem języka ojczystego w szkolnictwie podstawowym oraz w kulcie religijnym.

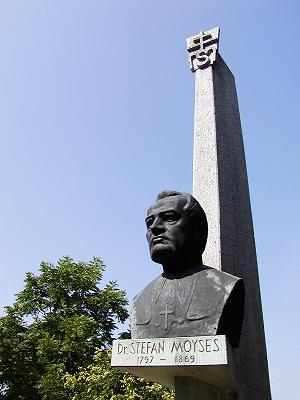
Pomnik biskupa w rodzinnym Veselém

### Biskup bańskobystrzycki
17 lutego 1851 r. został prekonizowany przez papieża Piusa IX ordynariuszem bańskobystrzyckim. Jego konsekracja biskupia miała miejsce w tym samym roku. Rozpoczynając rządy w diecezji, musiał się zmierzyć z wieloma problemami, ponieważ biskupstwo znajdowało się w bardzo złym stanie materialnym i duchowym. W krótkim czasie udało mu się dokonać reorganizacji wszystkich parafii. Zakładał szkoły katolickie z językiem słowackim jako wykładowym, co wpłynęło na odrodzenie się języka narodowego.
W 1861 roku stał na czele delegacji, która udała się do cesarza Franciszka Józefa I przedłożyć Memorandum národa slovenského (Memorandum Narodu Słowackiego) i Prosbopis Slovákov, w których przeciwstawiano się dalszej madziaryzacji Słowaków. W 1863 r. był współzałożycielem i pierwszym prezesem Macierzy Słowackiej, instytucji kulturalno-oświatowej, stawiającej sobie za cel edukację narodową Słowaków. Cieszył się zaufaniem i wielkim autorytetem nie tylko wśród słowackich katolików, ale także ewangelików.
W lipcu 1863 roku zorganizował wielkie uroczystości z okazji 1000-lecia przybycia misji chrystianizacyjnej Cyryla i św. Metodego. Zmarł nagle w 1869 r. w Żarze nad Hronem i został pochowany w krypcie tamtejszego kościoła Świętego Krzyża.